# فريدريك دي فورست ألين
فريدريك دي فورست ألين (بالإنجليزية: Frederic de Forest Allen)‏ هو عالم لغوي كلاسيكي وأستاذ جامعي أمريكي، ولد في 25 مايو 1844 في أوبرلين في الولايات المتحدة، وتوفي في 4 أغسطس 1897 في كامبريدج في الولايات المتحدة.